# Селективна реклама
Селекти́вна рекла́ма — реклама, спрямована на певні визначені сегменти ринку. Селективна реклама в інтернеті — це один з видів реклами, при якому рекламне повідомлення надіслане користувачам, які були обрані за певними параметрами.
Селективна реклама, як один з видів інтернет-реклами, стала можливою завдяки розвитку технологій. Ця реклама заснована на відстежуванні поведінки людей у інтернеті. Головна відмінність селективної реклами від інших видів реклами — показ банерної реклами не всім відвідувачам сайту, а лише тим, хто був обраний за спеціальними критеріями. Цими критеріями можуть бути — вік, стать, сфера діяльності. Вся аудиторія сайту об'єднана в рекламну мережу. Цими мережами керують спеціальні системи. У систему керування рекламою надходить велика кількість запитів за короткий проміжок часу. Система аналізує дані про аудиторію сайту. Кількість зібраної інформації залежить від часу проведеного користувачем у мережі.
Медійний пошуковий контекст — це технологія селективної реклами, яка полягає в формуванні банерної реклами на основі пошукових інтересів користувача мережі.
Найефективнішим інструментом селективної реклами вважають «бумеранг». Суть цього інструменту полягає в наступному: користувач мережі через деякий після відвідання сайту отримує банерну рекламу цього сайту. Це сприяє ефективній комунікації з цільовою аудиторією.